# Mateu Barceló
|  | No s'ha de confondre amb Francesc Mateu i Nicolau. |

Mateu Barceló   (Ciutadella de Menorca, 1879 - Ciutadella de Menorca, 1960), conegut amb el sobrenom de Uetam, va ser un tenor menorquí nascut a Ciutadella.

## Biografia
Fou descobert pel director italià Domenico Bellíssimo, amb qui va començar la seva formació musical i vocal. La seva primera presentació en públic va tenir lloc a l'Ateneu de Maó el 24 de març de 1907 cantant O Salutaris Hostia, composició del professor francès Jean Baptiste Alexandre Bax (Saint Ives Bax).
L'any 1909 es traslladà a Barcelona per continuar els seus estudis i el 1910 va ser contractat pel teatre Mora de Huelva. El 1911 debutà al Coliseu dos Recreios de Lisboa amb la companyia del director italià Guelfo Mazzi. Els seus primers papers van ser a les òperes Aïda (Verdi) i La Gioconda (Ponchielli). El seu retorn a Barcelona va significar el començament d'una temporada plena d'activitat al Teatre Condal del Paral·lel, fundat i regentat pels germans Onofri, on va obtenir sempre molt bones crítiques. A finals de 1911 va ser convidat al Teatro Real de Madrid, on cantà Madame Buttefly (Puccini) junt amb la soprano italiana Rosina Storchio, qui havia estrenat el rol de Cio-Cio-San el 1904 a la Scala de Milà.
L'any 1912 tornà a Portugal, concretament a Porto i al Teatre Donha Maria II de Lisboa. Entre 1914 i 1916 participà en moltes produccions de les temporades teatrals maoneses, sobretot al Teatre Principal, al Teatre del Casino o Casino Nou juntament amb el baríton maonès Esteve Llopis i la companyia d'opereta de Pablo Coronado. També cantà als teatres barcelonesos Tívoli i Bosque, on assolí èxits memorables amb les seves interpretacions dels papers de Verdi, Puccini i Leoncavallo. Però l'èxit a Barcelona va arribar de la mà del Lohengrin de Wagner, paper amb el qual es va guanyar un espai en el cor del públic català. El 1917 es presentà a Ciutadella al Teatre del Cercle Artístic cantant Carmen (Bizet), on va obtenir, novament, un gran èxit de públic.
Gradualment la seva carrera es va anar apagant a causa de la situació artística, cultural i política que envoltava el país, que va causar una transformació en les aficions del públic i va traslladar l'òpera cap a un públic menys massiu. En acabar la Guerra Civil es retirà a Ciutadella, on es va vincular i va col·laborar amb l'orfeó de Ciutadella, i on va morir l'any 1960.